# Šechtl a Voseček
Schächtl a Voseček, později Šechtl a Voseček, byl fotoateliér, který založil Ignác Šechtl v roce 1878 v Táboře. Jan Voseček se stal pomocníkem Ignáce Šechtla, a v roce 1895 dali firmě nový název - Šechtl a Voseček. Firma původně sídlila na Starém městě v Táboře. Josef Jindřich Šechtl, syn Ignáce, se stal společníkem firmy v roce 1906. V témže roce byla otevřena pobočka v Pelhřimově, roku 1907 nový fotografický ateliér v Táboře na Hlavní třídě (nyní Třída 9. května), ten byl největším na českém jihu. Roku 1953 byl ateliér združstevněn. Z činnosti firmy se dochoval archív více než 18000 skleněných negativů. Roku 2004 Marie Šechtlová založila Muzeum Šechtl a Voseček.

## Historie

### Ignác Šechtl a Jan Voseček
Ignác Schächtl (později Šechtl, 1840 – 1911) se narodil roku 1840 v Praze, do rodiny mlynářského mistra. Po studiích fotografie na Kladně, které absolvoval mezi lety 1863 – 1865, mu byla potvrzena fotografická živnost. V roce 1867 se přestěhoval do Plzně, kde založil fotografický ateliér. Po rozepři se společníkem Franzem Bergmannem (spolupracovali pouze v roce 1868) opustil Plzeň, a živil se jako kočovný fotograf. Pobýval v Bukurešti, ale i v Nepomuku a Prachaticích.
V roce 1876 se Ignác Šechtl usadil v Táboře. V prvních letech spolupracoval s místním fotografem Alexandrem Seikem. Alexandr Seik pomáhal Ignáci Šechtlovi, aby se prosadil u táborské veřejnosti, sám se však věnoval především politickým záležitostem. Dle dohody od roku 1878 pracovali samostatně, ve vlastních ateliérech, ale zisk rozdělovali rovným dílem. Dělili se především proto, že Seik zapůjčil do podniku 200 zlatých. Pro Ignáce Šechtla byla spolupráce více než výhodná. Spolupráce s Alexandrem Seikem skončila v roce 1886, kdy se Seik rozhodl plně věnovat politice. Ignác Šechtl v této době již spolupracoval s Janem Vosečkem.
Ignác Šechtl pořizoval jak portrétní fotografie, tak fotografie v exteriéru. Zabýval se i ranou formou fotoreportáže. První větší fotoreportáž vytvořil v Táboře v roce 1877, při odhalování pomníku Jana Žižky od Josefa Václava Myslbeka. V roce 1896 zaujala Ignáce Šechtla technická novinka, zvaná kinematograf. 6. října 1896 dostal, jako první mimo Prahu, koncesi na promítání živých obrazů. Patřil tedy k průkopníkům nového obrazového média.

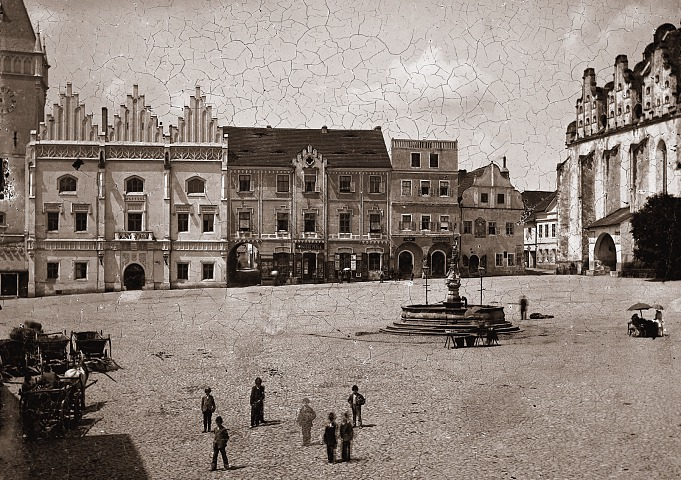
Táborské náměstí roku 1876. Ateliér Šechtl a Voseček.

Roku 1877 se Ignáci Šechtlovi a Kateřině Šťastné, jeho druhé manželce, narodil syn Josef Jindřich. Dle rodinné legendy stejného dne potkal Ignác Šechtl v hospodě obchodního cestujícího Jana Vosečka, který se stal fotografem, a později společníkem Ignáce Šechtla. Prokazatelně byl jeho pomocníkem od roku 1880. Jan Voseček (1851 - 1936) jistou dobu pracoval v ateliéru Alexandra Seika, je však pravděpodobné, že před rokem 1877 pracoval jako samostatný fotograf. Jeho fotografická činnost zatím není dostatečně objasněna. Jan Voseček se, kromě fotografování, angažoval v jednotě Sokol v Táboře. Rodina Šechtlova považovala Jana Vosečka za člena rodiny,a to až do jeho smrti. Roku 1895 nazvali svou firmu fotografický ateliér Schächtl a Voseček (Šechtl a Voseček).
V ateliéru Šechtl a Voseček se využívala technika kolodiového negativu. Nejprve šlo o „mokré“ negativy, a od roku 1879 se začaly vyrábět taktéž suché negativy, jejichž výhoda spočívala v tom, že je nebylo nutné připravit a vyvolat hned na místě. Specialitou závodu bylo zvětšování fotografií, tato technika se začala využívat již před rokem 1902. Syn a následovník Ignáce Šechtla, Josef Jindřich Šechtl, uváděl v reklamách z roku 1907, že ateliér byl tehdy největší v Čechách, vyjma Prahy.

### Josef Jindřich Šechtl
Josef Jindřich Šechtl (1877 Tábor – 1954 Tábor), syn Ignáce Šechtla a Kateřiny Šťastné, se narodil v roce 1877. Již v roce 1891 pracoval v polygrafické továrně v Praze, později již působil jako fotograf ve fotoateliéru Františka Krátkého v Kolíně. V letech 1892 až 1895 se vyučil v ateliéru Šechtl a Voseček. V otcově ateliéru začal pracoval po předčasném ukončení vojenské služby, v roce 1899. Od roku 1911, tedy od smrti Ignáce Šechtla, vedl fotoateliér Šechtl a Voseček. 
Josef Jindřich Šechtl pracoval v táborském fotoateliéru celý život, zajímal se však o různé fotografické techniky, či novinky. Vynikal v portrétní fotografii. Jeho portréty byly ovlivněny piktorialismem. Tento umělecký směr je typický snahou zachytit co nejlépe psychiku portrétovaných osob, pomocí vizuálních efektů, dekorativních prvků, nebo s využitím světla a stínu. Portrétní fotografie Josefa Jindřicha Šechtla se vyrovnají produkci nejlepších pražských portrétních ateliérů. Díky úspěchům Josefa Jindřicha Šechtla došlo k otevření nové filiálky v Pelhřimově, v roce 1906 a o rok později byl postaven nový, moderní ateliér, na hlavní třídě v Táboře.

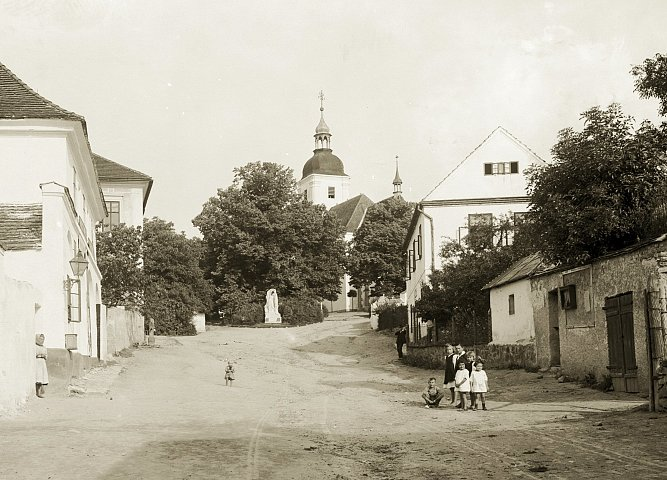
Chotoviny 22. července 1928, Josef Jindřich Šechtl.

Josef Jindřich Šechtl se zajímal o tvorbu olejotisků (tzv. technika ušlechtilých tisků, přenášení olejové barvy na papír fotomechanickou cestou), také experimentoval s barevnou fotografií, pomocí techniky autochromu. Nejcennějším autochromovou fotografií je pravděpodobně portrét Edvarda Beneše a jeho ženy Hany Benešové, z roku 1921, a dále portrét Anny Stocké-Šechtlové z roku 1908. Také používal techniku fotomontáže. V roce 1928 si koupil fotoaparát Leica, kterým fotil na 35mm film, ten umožnil dokumentovat každodenní události.
Asi 330 kinofilmů neprošlo v padesátých letech cenzurou, ta zlikvidovala většinu fotografií z let třicátých a čtyřicátých. Snímky z Leiky jsou tedy unikátním záznamem tohoto období. Stejně, jako jeho otec, i Josef Jindřich Šechtl se věnoval fotoreportážím. Již v roce 1901 vytvořil fotoreportáž, obsahující 21 fotografií, při návštěvě Františka Josefa I. v Táboře. O rok později vytvořil fotoreportáž, čítající 109 fotografií, zachycujících Krajinskou výstavu v Táboře. Dobře si uvědomoval dokumentační úlohu fotografie, a tak zaznamenával všechny proměny města Tábora. Organizoval archiv vlastních negativů, a publikoval pohlednice historických snímků svého otce. V tisku se psalo o filmování Josefa Jindřicha Šechtla, z toho se dochovala jen kamera. Na konci čtyřicátých let předal Josef Jindřich Šechtl fotoateliér Šechtl a Voseček svému synovi Josefu Šechtlovi, a jeho manželce, Marii Šechtlové.

### Josef Šechtl a Marie Šechtlová

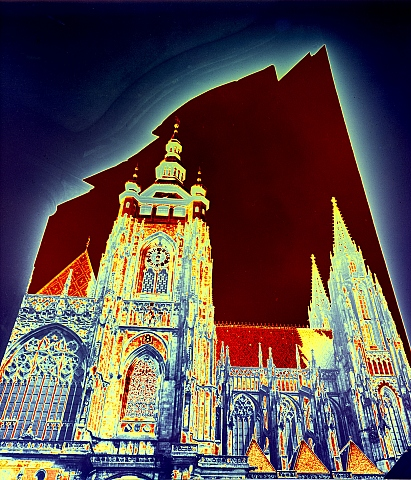
Jedna z fotografických technik, kterou využíval fotograf Josef Šechtl. Sabattierův efekt. Velká jižní věž Katedrály svatého Víta.

Pokračovatelem táborského fotoateliéru Šechtl a Voseček se stal Josef Šechtl. Narodil se v roce 1925 v Praze. Oženil se s Marií Kokešovou, se kterou od čtyřicátých let vedli ateliér. Oba měli velké plány, které jim však překazilo združstevnění. Stali se tedy řadovými zaměstnanci. Vše bylo nadiktované a naplánované družstvem, již nebyl prostor pro experimenty. Manželé se však stále snažili působit nezávisle. Tehdy to bylo možné pouze při Svazu československých výtvarných umělců. Marii Šechtlovou do svazu přijali v roce 1961.
Josef Šechtl byl v letech 1957 až 1958 ve vězení. Důvodem byl archiv ateliéru, který Josef Šechtl odmítl vydat. V době, kdy byl ve vězení, komunisté archiv vyklidili a odvezli. Josef Šechtl nesměl, od konce 50. let, publikovat, až do roku 1967, kdy se i on stal členem Svazu československých umělců, a mohl pokračovat ve svém působení. Věnoval se fotomontážím, jako jeho otec a dědeček, také experimentoval s barevnou fotografií, například v 70. letech se zabýval technikou tzv. Sabatierova jevu. Také využíval filmu Agfacontour, který byl původně vyvinut v 70. letech pro špionážní účely, protože umožňoval zviditelnění detailů leteckých snímků. Jeho využití k fotografickým účelům ve východním bloku bylo tedy mimořádné.
Volná tvorba Marie Šechtlové spadala stylově do takzvané poezie všedního dne. V roce 2004 Marie Šechtlová založila v Táboře Muzeum fotografie, a tím obnovila firmu Šechtl a Voseček.

## Archív ateliéru

### Muzeum
Muzeum Šechtl a Voseček založila v roce 2004 Marie Šechtlová. Muzeum vystavuje staré práce z archivu Šechtlových. O archiv se stará Marie Michaela Šechtlová, její dcera Eva Hubičková, a syn, Jan Hubička. Archivní fotografie společně digitalizují, a ukládají do muzejního archivu. Muzeum bylo založeno z důvodu zahájení digitalizace archívu firmy Šechtl a Voseček. Rodina se tímto krokem snažila zpřístupnit dochovaný fotografický materiál laické i odborné veřejnosti.  
V roce 2007 muzeum představovalo čtyři výstavní místnosti, a třikrát ročně připravovalo výstavy. V období turistické sezony vystavuje muzeum především fotografie Tábora a okolí, kvůli zájmu turistů o historii města. Mimo sezonu jsou vystavovány fotografie, jejichž autoři nemusí být vázáni na jižní Čechy. Výstavy v muzeu připravuje rodina Šechtlova a Hubičkova. Provoz muzea zajišťuje rodina Škrlova, která propůjčuje svůj dům U Lípy, na Náměstí Mikuláše z Husi, v Táboře. Tištěný katalog nahrazuje prezentace na stránkách ateliéru Šechtl a Voseček, kde jsou některé výstavy umístěny v digitální podobě. V roce 2004 byla zahájena činnost muzea souhrnnou výstavou „Historie firmy Šechtl a Voseček“. V rámci muzea Šechtl a Voseček se digitalizuje celý archiv. Digitalizace skleněných desek bude dokončena v roce 2018.